# Apistogramma tucurui
Apistogramma tucurui és una espècie de peix de la família dels cíclids i de l'ordre dels perciformes.

## Morfologia
Els mascles poden assolir els cm de longitud total.

## Distribució geogràfica
Es troba a Sud-amèrica: conca del riu Tocantins (Brasil).